# بوينج إنسيتو آر كيو-21 بلاك جاك
بوينج إنسيتو آر كيو-21 بلاك جاك (بالإنجليزية: Boeing Insitu RQ-21 Blackjack)‏ واسم الشركة إنتجريتور، هي مركبة جوية بدون طيار أمريكية صممتها وبنتها شركة بوينج إنسيتو لتلبية متطلبات البحرية الأمريكية لنظام جوي تكتيكي صغير بدون طيار. وهي طائرة أحادية السطح ذات محرك واحد وذراعين مزدوجتين، صُممت كمكمل لطائرة بوينج سكان إيجل. يبلغ وزن الطائرة 61 كلجم وتستخدم نفس نظام الإطلاق والاسترداد مثل سكان إيجل.

## التطوير
اختيرت آر كيو-21 في يونيو 2010 على Raytheon Killer Bee و AAI Aerosonde و General Dynamics / Elbit Systems Storm.
طارت طائرة آر كيو-21 أيه إنتجريتور أول مرة في 28 يوليو 2012. في 10 سبتمبر 2012، دخلت الطائرة إنتجريتور مرحلة الاختبار التطويري برحلة مدتها 66 دقيقة. أطلقت البحرية الطائرة باستخدام قاذف هوائي ونظام استرداد يُعرف باسم سكاي هوك. لا يحتاج هذا النظام للمدرجات ويتيح القدرة على الاسترداد الآمن والقدرة على القيام بمهام استكشافية تكتيكية على الأرض أو البحر. بالمعدل الحالي للاختبار، كان من المتوقع الوصول إلى القدرة التشغيلية الأولية في عام 2013.
في 10 فبراير 2013، أكملت الطائرة أول رحلة بحرية لها من يو إس إس ميسا فيردي، وهي من فئة سفينة نقل برمائي من طراز سان أنطونيو. وجاء ذلك بعد إكمال ثلاثة أشهر من الرحلات الجوية البرية.
في 19 فبراير 2013، أكملت شركة إنسيتو الرحلة الأولى لطائرة آر كيو-21 أيه بلوك 2. وزنه 121 رطل (55 كـغ) وطارت لمدة ساعتين. وجرى التحكم بواسطة نظام تحكم أرضي جديد يهدف إلى دمج أنظمة الطائرات بدون طيار المختلفة. تحتوى بلوك 2 مستشعرًا من نايت إيجل، النسخة الليلية من سكان إيجل، وهو مصمم للعمل في بيئات ذات درجات حرارة عالية.
في 15 مايو 2013، أعلنت وزارة البحرية أن طائرة RQ-21A Integrator حصلت على موافقة Milestone C التي تسمح ببدء الإنتاج الأولي منخفض التردد. مع موافقة Milestone C، دخل إنتجريتور مرحلة الإنتاج والنشر.
في 12 يونيو 2013، أكملت طائرة RQ-21A رحلتها الأولى على الساحل الشرقي من وبستر فيلد أنيكس مما أدى إلى بدء المرحلة التالية من اختبارات إنتجريتور. أُطلقت الطائرة بدون طيار بواسطة قاذف هوائي، وحلقت لمدة 1.8 ساعة، وجرى استعادتها بنظام بُني في الموقع يُعرف باسم نظام استرداد STUAS (SRS)، والذي يسمح بالاسترداد الآمن على الأرض أو في البحر. كانت هذه المرحلة من الاختبار تهدف إلى التحقق من صحة التحديثات التي تم إجراؤها على الطائرة والتي تتضمن تحسينات في البرامج، وجسم الطائرة، والكاميرا. أجريت اختبارات طيران للطائرة إنتجريتور على ارتفاعات ذات كثافة أقل. وحُدد موعد الاختبار والتقييم التشغيلي المتكامل في أكتوبر 2013.
في سبتمبر 2013، حصلت الطائرة على اسمها الجديد آر كيو-21 أيه بلاك جاك. في 28 نوفمبر 2013، منحت البحرية الأمريكية شركة بوينج إنسيتو عقدًا بقيمة 8.8 مليون دولار لإنتاج طائرة واحدة منخفضة التكلفة استعدادًا للإنتاج الكامل.
في يناير 2014، بدأ إنتاج أول طائرة آر كيو-21 بلاك جاك في إطار الاختبار والتقييم التشغيلي المتكامل لصالح البحرية الأمريكية وسلاح مشاة البحرية الأمريكية. أجريت الاختبارات على مدى الأشهر القليلة التالية لإثبات فعاليتها في ظروف القتال الواقعية. وقد طلبت البحرية ثلاثة أنظمة بلاك جاك في ديسمبر 2014. بحلول يوليو 2015، حصلت البحرية على نظامين بلاك جاك. في يوليو 2018، أوقف مشاة البحرية استخدام طائرة آر كيو-7 شادو لصالح طائرة بلاك جاك.

## التصميم
صُممت الطائرة آر كيو-21 أيه بلاك جاك لدعم قوات مشاة البحرية الأمريكية من خلال توفير الاستطلاع الأمامي. يتكون نظام بلاك جاك من خمس مركبات جوية ونظامين للتحكم الأرضي. يمكن إطلاق المركبات الجوية على الأرض أو على متن سفينة بواسطة سكة حديدية والهبوط باستخدام نظام استرداد سكاي هوك، حيث يجب ربط سلك عمودي بجناحها؛ وعندما تكون على الأرض، يمكن سحب أنظمة الإطلاق والاسترداد بواسطة المركبات. يبلغ طول جناحيها 16 قدم (4.9 م) ويمكن أن تحمل 18 كلجم من الحمولة. يمكن للكاميرا النهارية/الليلية تحقيق تصنيف دقة 7 على مقياس NIIRS عند 8,000 قدم (2,400 م).
عمل مشاة البحرية مع شركة إنسيتو لتعديل جسم الطائرة بلاك جاك لحمل حمولات أكبر وأكثر تنوعًا. سيؤدي توسيع جسم الطائرة إلى زيادة الحد الأقصى لوزن الإقلاع من 135 رطل (61 كـغ) إلى 145 رطل (66 كـغ) وإطالة القدرة على التحمل من 16 ساعة إلى 24 ساعة. جرى اختبار أبراج جديدة بالإضافة إلى الحمولات الأخرى بما في ذلك الرادار ذو الفتحة التركيبية لتتبع الأهداف الأرضية، وجهاز تحديد الليزر لتحديد الأهداف للذخائر الموجهة بدقة، وقدرات اختراق أوراق الشجر للعملاء الأجانب الذين يعملون في بيئات خصبة. خططت هيئة البحوث البحرية (ONR) لإضافة مستشعر إلى بلاك جاك يجمع بين كاميرا كهربائية بصرية، وجهاز تصوير واسع النطاق، وجهاز تصوير طيفي بالأشعة تحت الحمراء بالموجات القصيرة، وكاميرا عالية الدقة لاستخدامها كجهاز استشعار تفتيش في حمولة واحدة بحلول عام 2020.
في خدمة مشاة البحرية، تستخدم طائرة بلاك جاك أحيانًا تسمية MQ-21، حيث تشير البادئة "M" إلى منصة عمليات متعددة الأغراض، مقابل البادئة "R" التي تشير إلى مهمة استطلاع أساسية.

## التاريخ التشغيلي
نشر مشاة البحرية الأميركية نظام RQ-21A بلاك جاك الأول في أفغانستان في أواخر أبريل/نيسان 2014. يتألف نظام بلاك جاك من خمس مركبات جوية، ونظامين للتحكم الأرضي، ومعدات دعم الإطلاق والاسترداد. إنه يدعم مهام الاستخبارات والمراقبة والاستطلاع باستخدام حمولات استخباراتية متعددة بما في ذلك كاميرات الفيديو المتحركة ليلًا ونهارًا، ومعلم الأشعة تحت الحمراء، وجهاز تحديد المدى بالليزر، وحزمة تتابع الاتصالات، وأجهزة استقبال نظام التعريف التلقائي. كانت النماذج في أفغانستان طائرات ذات قدرة تشغيلية مبكرة من دون برمجيات على متن السفينة أو اختبارات. مثَّل نشر الطائرات على الأرض طريقة لاكتشاف المشكلات وإصلاحها في وقت مبكر لتجنب تأخير المشروع. عادت طائرة آر كيو-21 من مهمتها في 10 سبتمبر 2014 بعد أن قضت ما يقرب من 1000 ساعة طيران في 119 يومًا في مسرح العمليات. سوف يستمر استخدام هذه الطائرات للتدريب، في حين من المقرر أن يؤدي إكمال الاختبار على متن السفينة إلى نشر النظام لأول مرة على متن السفينة في ربيع عام 2015.
أعلن سلاح مشاة البحرية عن القدرة التشغيلية الأولية لطائرة آر كيو-21 أيه بلاك جاك في يناير 2016. خلال صيف عام 2016، قامت قيادة العمليات الخاصة لمشاة البحرية بنشر طائرة آر كيو-21 أيه في العراق.
تأخر إنتاج المعدل الكامل لطائرة آر كيو-21 أيه بسبب مشاكل خطيرة في جودة النظام. وأصدر مكتب وزير الدفاع مراجعات للبرنامج في الأعوام 2013 و2014 و2015. يشير تقرير عام 2015 إلى أن العديد من هذه القضايا لم تُحل بعد، على الرغم من المشكلات التي ذكرتها تقارير مكتب وزير الدفاع في السنوات السابقة. ذكر تقرير عام 2015 أن الطائرة "ليست فعالة من الناحية التشغيلية"، و"ليست مناسبة من الناحية التشغيلية"، وأن "النظام به ثغرات أمنية سيبرانية يمكن استغلالها، وأشار التقييم العام إلى العديد من إخفاقات المتطلبات الرئيسية.
حقق نظام الطائرات بدون طيار آر كيو-21 أيه بلاك جاك القدرة التشغيلية الكاملة في عام 2019.  في مارس 2020، حصل فريق آر كيو-21 أيه بلاك جاك في Patuxent River على جائزة NAVAIR Commander's Award لأفضل فريق منصة بأعلى درجة من الجاهزية. في أبريل 2021، تمكن فريق نظام الأسلحة المتكامل لأنظمة الطائرات بدون طيار (UAS) التابع لقيادة أنظمة الإمداد البحرية من دعم تحقيق معدل 100% قادر على أداء المهمة (MC) و100% قادر على أداء المهمة بالكامل (FMC) لمنصة آر كيو-21 أيه بلاك جاك؛ وهو إنجاز نادرًا ما تشهده أي سلسلة طرازات من النوع.

## الطرازات
- بلاك جاك RQ-21A
- CU-172 Blackjack - نسخة للقوات المسلحة الكندية[24]

## المشغلون
أستراليا
- الجيش الأسترالي – طلب 24 نظامًا في مارس 2022.

 بنغلاديش
- جيش بنغلاديش - أصدر طلب للحصول على الطائرة.[25]

 بلجيكا
- الجيش البلجيكي – طلب نظامين في ديسمبر 2020.

 بروناي
 كندا
- الجيش الكندي – نظامان مع 5 طائرات طُلبت في عام 2016. نظام ثانٍ مكون من 5 طائرات طُلب في عام 2019 للتسليم في صيف عام 2022.[26][27] وكانت وزارة الدفاع الوطني أيضًا أول عميل دولي للطائرات المسيرة.[28]
- البحرية الملكية الكندية - مُدد عقد طائرات RQ-21 Blackjack ليشمل تركيب القدرة على إطلاق الطائرات المسيرة واستعادتها والتحكم فيها على جميع فرقاطات الدورية من فئة هاليفاكس.[29]

 هولندا
- الجيش الملكي الهولندي – من المتوقع أن يدخل 5 أنظمة تحت الطلب الخدمة في عام 2014.[30]

 بولندا
- القوات البرية البولندية – أمر بشراء عدد غير معروف من الأنظمة صدر في فبراير 2018.[31] سُلمت أول طائرة في أبريل 2018.[32]
- القوات الخاصة البولندية – طلبت طائرة واحدة في أغسطس 2018.[33]

 تايلاند
- البحرية الملكية التايلاندية - تعمل منذ مارس 2022. [34]

 الولايات المتحدة
- قوات مشاة البحرية الأمريكية – لم تعد في الخدمة. [35]
- البحرية الأمريكية – 25 نظامًا تحت الطلب، كل منها مزود بخمس مركبات جوية.[3]

اشترى أحد العملاء من الشرق الأوسط ستة أنظمة.